# Joliette
Joliette är en stad (kommun av typen ville) och tätort (centre de population) i provinsen Québec i Kanada. Den ligger i regionen Lanaudière, i den sydöstra delen av landet, 190 km öster om huvudstaden Ottawa. Antalet invånare vid folkräkningen 2021 var 21 384 i kommunen och 49 246 i tätorten.